# Powiat de Police
Pour les articles homonymes, voir Police.

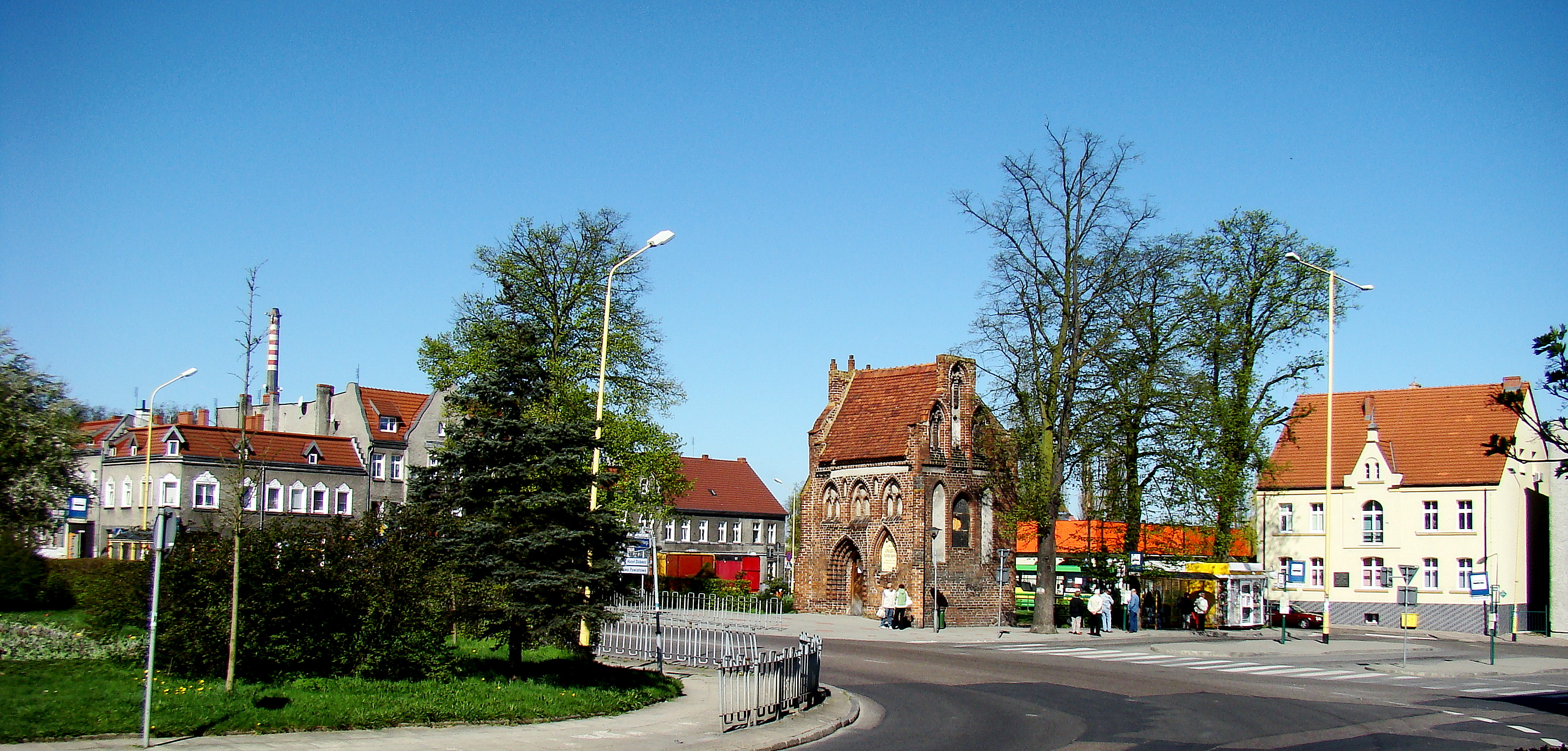
Chapelle (XVe siècle) dans la vieille ville de Police.

Carte du powiat.

Le powiat de Police (en polonais : powiat policki) est une unité de l'administration territoriale et du gouvernement local dans la Voïvodie de Poméranie-Occidentale en Pologne. Le powiat est situé à l'ouest de la voïvodie, à la frontière avec les Länder de Mecklembourg-Poméranie-Occidentale et de Brandebourg en République fédérale d’Allemagne.

## Powiats limitrophes
- à l'Ouest : l'Allemagne ;
- au Nord : la ville-powiat de Świnoujście, par-delà la lagune de Szczecin ;
- à l'Est : le powiat de Goleniów ;
- au Sud-Est : la ville-powiat de Szczecin ;
- au Sud : le powiat de Gryfino.

## Division administrative
Le powiat est composé de 4 communes (gminy) :
- 2 communes urbaines :
  - Nowe Warpno, chef-lieu Nowe Warpno (en allemand : Neuwarp) ;
  - Police, chef-lieu : Police (en allemand : Pölitz).
- 2 communes rurales :
  - Dobra, chef-lieu : Dobra (en allemand : Daber) ;
  - Kołbaskowo, chef-lieu : Kołbaskowo (en allemand : Kolbitzow).